# Wilhelm Becher
Wilhelm Theodor Moritz Becher (* 17. April 1812 in Mühlberg/Elbe; † nach 1874) war ein deutscher evangelisch-lutherischer Theologe und Heimatforscher.

## Leben
Nur drei Jahre nach seiner Geburt fiel sein Geburtsort an das Königreich Preußen. Der Pfarrerssohn wandte sich dem Königreich Sachsen zu, besuchte ab 1823 die Kreuzschule in Dresden und studierte ab dem Sommersemester 1829 mit einem Stipendium der Familienstiftung Neefe Theologie an der Universität Leipzig, wo er im Frühjahr 1832 die Magisterprüfung ablegte. 1834 erfolgte seine Ordination zum Prediger an der Militär-Straf-Anstalt in der Dresdener Albertstadt. 1842 wechselte er als Diakon nach Lommatzsch. 1848 ließ er sich aus dem kirchlichen Dienst emeritieren und zog nach Dresden, wo er als Privatgelehrter lebte und als Heimatforscher mehrere Publikationen zu Dresden und Umgebung vorlegte.

## Schriften (Auswahl)
- Reihenfolge der Pfarrer und Diaconen an der Stadtkirche zu Lommatzsch, nebst histor. Nachricht über Stadt und Kirchfahrt Lommatzsch. Döbeln, 1846.
- Die würdige Gedächtnißfeier unserer im Herrn vollendeten Lieben. Predigt am Todtenfest. Döbeln, 1846.
- Schloß Weesenstein und seine Umgebungen. Mit 3 Kupfern. Dresden, 1850.
- Geschichte und Beschreibung des königl. Lust- und Jagdschlosses Moritzburg. Dresden, 1866.